# پرینس ایبارا
پرینس ایبارا (به انگلیسی: Prince Ibara) زاده ۷ فوریه ۱۹۹۶ یک فوتبالیست حرفه‌ای کنگویی است که به عنوان مهاجم برای باشگاه ورزشی الوکره بازی می‌کند. او سابقه بازی ملی برای تیم ملی فوتبال کنگو را نیز دارد.